# Неозброєне око

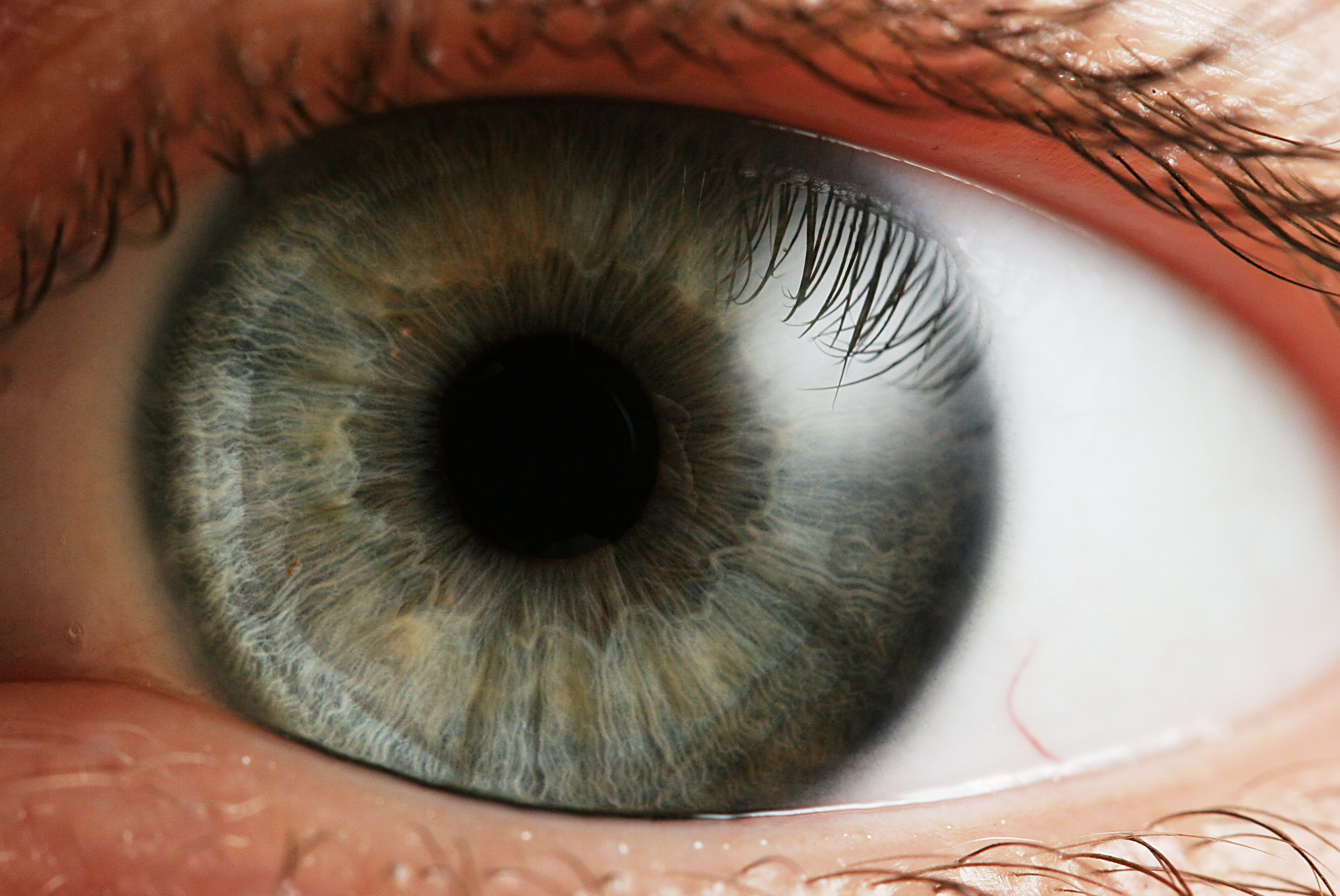
Неозброєне око

Неозброєне око — образний вислів, що стосується зорового сприйняття людини, яка не використовує допоміжного обладнання, такого як телескоп, мікроскоп, збільшувальне скло, окуляри, монокль, лінзи або бінокль, і має нормальний зір. Люди з ослабленим зором неозброєним оком бачать менше і змушені «озброювати око» окулярами або лінзами.
Термін зазвичай використовується в астрономії для вказання на астрономічні явища, які доступні для спостереження необмеженому колу осіб, такі як сполучення, проходження комет або метеорні зливи. Традиційні практичні знання про небо й різні тести підтверджують значну різноманітність явищ, які можна спостерігати неозброєним оком.

## Властивості ока
Точність людського ока:
- Швидке автоматичне фокусування на відстанях від 10 см (молоді люди) — 50 см (більшість людей від 50 років) до нескінченності.
- Кутова роздільність: 1–2' (близько 0,02°–0,03°), що відповідає 30–60 см на 1 км відстані
- Кут огляду: одночасне зорове сприйняття простору 130°×160°
- Слабкі зорі до +6 зоряної величини
- Фотометрія (яскравість) до ±10 % або 1 % від інтенсивності — з коливаннями від нічного до денного 1 : 10 000 000 000
- Симетрія 10–20" (5–10 см на 1 км) — див. вимірювання Тихо Браге і стародавніх єгиптян
- Поінтервальна оцінка (наприклад, за планом на папері) до 3–5 %.
- Неусвідомлене розпізнавання руху (сигнальна система і рефлекси)
- Оцінка швидкості в межах 5–10 %.
- Рефлекторна стабілізація зображення

Зорове сприйняття дозволяє людині отримати багато інформації про довкілля:
- відстань і тривимірне розташування предметів і людей,
- швидкість
- лінія вертикалі і кут нахилу предметів до неї
- яскравість і колір, їх зміни за часом та напрямком
- інші властивості предметів.

## Неозброєне око в астрономії
Зазвичай неозброєним оком можна побачити зорі, що мають величину до +6m; кутова роздільність неозброєного ока — близько 1', однак деякі люди мають гостріший зір.
Теоретично на чистому нічному небі людське око здатне побачити до 2500 зір до 6-ї зоряної величини, однак на практиці атмосферне поглинання і пил як правило зменшують це число до 1500—2000. Жителі великих міст практично позбавлені можливості спостерігати зорі неозброєним оком. Число видимих зір у центрі великого міста зменшується до декількох сотень, а іноді й до десятків. Відбувається це через ефект, названий світловим забрудненням, коли світло нічного міста, розсіюючись у заповнених газами і димом нижніх шарах атмосфери, створює перешкоду для спостерігача. Крім того, яскраве вуличне освітлення безпосередньо впливає на очі людини, що, зважаючи на їхню фізіологію, не дозволяє розгледіти слабші джерела світла на небі.
Колір можна розрізнити лише в яскравих зір і планет. Крім того, можна розрізнити деякі зоряні скупчення, такі як Плеяди, h/χ Персея, M13 в сузір'ї Геркулеса, галактику Туманність Андромеди і Туманність Оріона. Неозброєним оком з Землі видно 5 планет: Меркурій, Венера, Марс, Юпітер і Сатурн. В ідеальних атмосферних умовах також, теоретично, можна розгледіти Уран, зоряна величина якого коливається від +5,6m до +5,9m, що на межі чутливості людського ока. Уран унікальний тим, що це перша планета, яку відкрито з використанням технології (телескоп), а не за допомогою неозброєного ока. Є непідтверджені свідчення того, що астрономи давнини (зокрема, астрономи інків) могли спостерігати Уран і галілеєві супутники Юпітера до винайдення телескопа.
У Південній півкулі Землі неозброєним оком видно супутники нашої галактики Велику і Малу Магелланові Хмари, а також кулясті скупчення ω Центавра і 47 Тукана.
Метеорні потоки спостерігати неозброєним оком краще, ніж у бінокль — Персеїди (10-12 серпня) або Гемініди в грудні. Інші популярні для спостереження об'єкти: близько 100 штучних супутників за ніч, Міжнародна космічна станція і Чумацький Шлях.

## Геодезія та навігація
У Північній півкулі Полярна зоря дає змогу спостерігачеві за допомогою кутоміра визначити широту з точністю до 1 градуса.
Жителі Вавилона, народ мая, і стародавні єгиптяни вимірювали годинний і календарний час за допомогою неозброєного ока, визначаючи:
- тривалість року і місяця з точністю до 1 хвилини (0,001 %)
- 24 години у добі і день весняного рівнодення
- періоди обертання планет (астрономи мая) з точністю до 5-10 хвилин для Марса і Венери.

## Дрібні об'єкти і карти
Під час спостереження дрібних об'єктів без лупи або мікроскопа звичайна відстань до об'єкта 20–25 см. З цієї відстані можна чітко побачити крапку розміром 0,05 мм. Для розрізнення об'єктів один від одного їх розмір має становити 0,1–0,3 мм. Останній розмір зазвичай використовується для нанесення дрібних деталей на карти і технічні плани.